# Justin Bruening
Justin Bruening (Chadron, 16 maggio 1979) è un attore e modello statunitense, conosciuto principalmente per aver interpretato il ruolo di Jamie Martin nella soap opera La valle dei pini.
Altro suo ruolo di rilievo è stato quello di Mike Traceur, figlio di Michael Knight, in Knight Rider, sequel della serie del 1982 Supercar con David Hasselhoff. Nel 2011 ha interpretato il ruolo ricorrente di Tyler Berrett in Ringer, al fianco di Sarah Michelle Gellar, sul canale televisivo The CW, mentre del 2013 si è unito al cast di Ravenswood, spin-off del più popolare Pretty Little Liars.

## Biografia
Nato a Chadron, in Nebraska, Justin Bruening è stato cresciuto ed ha vissuto fino al diploma nella minuscola cittadina di St. Helena, che conta meno di 100 abitanti.

## Carriera
Dopo l'istruzione secondaria, Bruening si è trasferito a San Diego, in California, dove fu notato dalla talent scout dell'agenzia Copeland International Sue Nessel. Il primo lavoro di Bruening nel mondo dello spettacolo è stato quello di modello, in una campagna promozionale per il brand di abbigliamento Abercrombie & Fitch.
Grazie alla campagna pubblicitaria, l'allora modello iniziò a studiare recitazione e fu contattato dalla direttrice del casting di La valle dei pini, Judy Wilson, per un'audizione nel ruolo di JR Chandler. Fu infine scelto per il personaggio di James "Jamie" Martin, che fece la sua comparsa nella soap opera a luglio del 2003. Per un breve periodo tra il 2004 e il 2005, l'attore interpretò lo stesso personaggio in alcuni episodi crossover con la serie Una vita da vivere.
Oltre ai ruoli ricorrenti nelle soap opera, Bruening ha interpretato personaggi ospiti in varie fiction, come Hope & Faith e Cold Case - Delitti irrisolti, e in film minori come Fat Girls. Nel 2002 è apparso nel video musicale per il singolo di Britney Spears Boys.
Il 2 novembre 2007, fu annunciata la partecipazione di Bruening al lungometraggio della NBC Knight Rider, una nuova versione della serie televisiva del 1982 Supercar, in cui avrebbe interpretato Mike Traceur, il figlio del "Knight Rider" originario interpretato da David Hasselhoff. Grazie agli ascolti positivi ottenuti dal film, si decise infine di continuare la storia in una nuova serie televisiva, che ha debuttato nel 2008 con il titolo omonimo.
Nel 2011 l'attore fu scritturato per un ruolo ricorrente nella serie televisiva del canale The CW Ringer. Nel 2012 ha ottenuto un ruolo ricorrente nel teen drama di ABC Family Switched at Birth - Al posto tuo, seguito da un'altra partecipazione ricorrente del 2013 nella famosa fiction televisiva Grey's Anatomy nel ruolo del paramedico Matt. La sua ultima partecipazione è stata quella allo spin-off del teen drama Pretty Little Liars, Ravenswood.

## Vita privata
Bruening si è sposato il 5 giugno 2005 con l'ex-collega di La valle dei pini Alexa Havins. Dopo che entrambi gli attori hanno lasciato la soap opera, si sono trasferiti a Los Angeles dove hanno avuto una figlia, Lexington Grace Bruening, nata il 10 agosto 2010.

## Filmografia

### Cinema
- The Monster Project, regia di Victor Mathieu (2017)
- He's Out There, regia di Dennis Iliadis (2018)
- Indivisible, regia di David G. Evans (2018)

### Televisione
- La valle dei pini (All My Children) – soap opera, 172 episodi (2003-2011)
- Hope & Faith – serie TV, episodio 2x11 (2004)
- Una vita da vivere (One Life to Live) – soap opera, 8 episodi (2004-2005)
- 3 libbre (3 Ibs) – serie TV, episodio 1x07 (2006)
- Cold Case - Delitti irrisolti (Cold Case) – serie TV, episodio 5x05 (2007)
- CSI: Miami – serie TV, episodio 6x10 (2007)
- Knight Rider – serie TV, 17 episodi (2008-2009)
- Knight Rider - Il film (Knight Rider: The Movie), regia di Steve Shill – film TV (2008)
- Castle – serie TV, episodio 3x21 (2011)
- CSI: NY – serie TV, episodio 8x05 (2011)
- Amici di letto (Friends with Benefits) – serie TV, episodio 1x13 (2011)
- Ringer – serie TV, 9 episodi (2011-2012)
- Switched at Birth - Al posto tuo (Switched at Birth) – serie TV, 9 episodi (2012-2013)
- Hawaii Five-0 – serie TV, 5 episodi (2013)
- Ravenswood – serie TV, 4 episodi (2013-2014)
- Grey's Anatomy – serie TV, 16 episodi (2013-2018)
- Royal Pains – serie TV, episodio 6x12 (2014)
- CSI: Cyber – serie TV, episodio 1x06 (2015)
- The Messengers – serie TV, 3 episodi (2015)
- Good Behavior – serie TV, 5 episodi (2016-2017)
- Rosewood – serie TV, episodio 2x14 (2017)
- Asta di Natale (Swept Up by Christmas), regia di Philippe Gagnon (2019)
- Lucifer – serie TV, episodio 5x06 (2020)
- Il colore delle magnolie (Sweet Magnolias) – serie TV, 40 episodi (2020-2025)
- NCIS - Unità anticrimine (NCIS) – serie TV, episodio 22x03 (2024)

### Video musicali
- Boys di Britney Spears (2002)

## Premi e riconoscimenti
| Vinti      | Vinti                                                                             | Vinti | Vinti |
| Anno       | Premio                                                                            |       |       |
| ---------- | --------------------------------------------------------------------------------- | ----- | ----- |
| 2005       | Soap Opera Digest Awards come "Miglior Esordiente Maschile" per La valle dei pini |       |       |
| Nomination |                                                                                   |       |       |
| Anno       | Premio                                                                            |       |       |
| 2005       | Daytime Emmy come "Miglior Attore Giovanile" per La valle dei pini                |       |       |

## Doppiatori italiani
Nelle versioni in italiano delle opere in cui ha recitato, Justin Bruening è stato doppiato da:
- Fabrizio De Flaviis in Cold Case - Delitti irrisolti
- Gianfranco Miranda in CSI: Miami
- Riccardo Rossi in Knight Rider
- Andrea Mete in Castle
- Guido Di Naccio in CSI: NY
- Fabrizio Picconi in Ringer
- Stefano Crescentini in Grey's Anatomy
- Massimo Triggiani in Hawaii Five-0
- Ruggero Andreozzi in Asta di Natale
- Fabrizio Manfredi in Lucifer
- Francesco Pezzulli in Il colore delle magnolie